# Moda genderless en Japón
«Genderless» (ジェンダーレス Jendāresu?, sin género) es una subcultura de moda que ha emergido a mediados de la década de 2010 en Japón. Su objetivo es romper con las normas sociales de género en la moda, y se centra en ropa andrógina o que no se ajuste a un género concreto.

## Características
Las personas que forman parte de la subcultura genderless son conocidas como "hombres genderless" (ジェンダーレス男子 jendāresu danshi?) o "mujeres genderless" (ジェンダーレス女子 jendāresu joshi?), que se visten de forma andrógina sin ceñirse a las normas sociales de género. El término «genderless» fue acuñado por el agente de talentos Takashi Marumoto para describir al actor y modelo Toman, una de las figuras más influyentes de la subcultura genderless. Los hombres que forman parte de esta subcultura son idealizados como «delgados» y «de cara bonita», y utilizan tinte para el cabello y maquillaje para acentuar su apariencia, junto con ropa llamativa y accesorios considerados «bonitos» o «lindos».
La subcultura genderless se considera un rechazo de los roles de género tradicionales. A diferencia de lo que puede ocurrir en el extranjero, esta subcultura está más asociada con la moda que con la sexualidad o la identidad de género, y no se considera que estas personas estén intentando hacerse pasar por ser del género opuesto, queer o transgénero. Masafumi Monden, investigador de la Universidad de Tecnología de Sídney, al igual que otros hombres genderless, han razonado que esto se debe a que la sociedad japonesa pone una clara separación entre la apariencia y la sexualidad. Sin embargo, algunos hombres han afirmado que ser parte de la subcultura genderless les ha hecho más receptivos a otras sexualidades.

## Historia

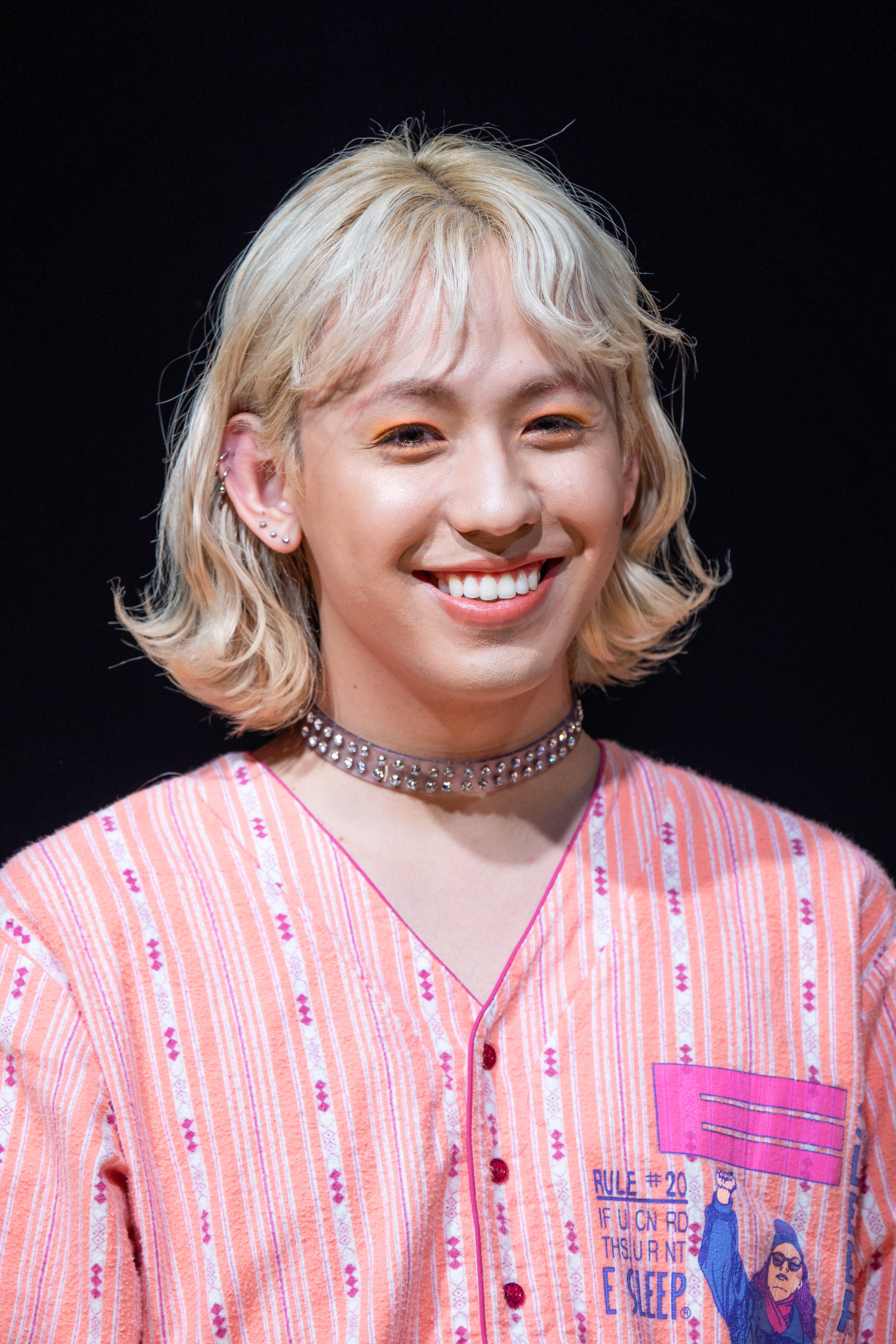
Ryuchell (2019) es una de las tres personas a las que se le atribuye la popularización de la subcultura genderless.

Históricamente, la cultura japonesa ha retratado a hombres femeninos y mujeres masculinas en el contexto del teatro y la actuación, lo que incluye transformismo, hombres interpretando papeles de mujeres en kabuki (conocidos como onnagata) y compañías de actuación exclusivamente femeninas como Takarazuka Revue. Este tipo de moda también ha aparecido en el anime y el manga.
La moda genderless actual tiene su origen en el distrito Harajuku de Tokio. Su primera influencia es la colección Otoño 2013 de JW Anderson, que utilizó a modelos masculinos con ropa femenina durante su presentación. En 2015, la moda genderless ganó popularidad en Japón. También se ha visto influida por el estilo andrógino de las bandas de K-pop de Corea del Sur, el visual kei, y la moda de los años 1980 y 1990 en los Estados Unidos. Entre las figuras más influyentes de la moda genderless se encuentran el actor y modelo Toman (とまん?); la celebridad Ryuchell; y la celebridad GENKING, que más adelante se declaró mujer trans. Satsuki Nakayama (中山咲月?) fue una de las pocas mujeres genderless influyentes de esta moda, antes de declararse hombre trans. Hay menos mujeres genderless en el entretenimiento en comparación con hombres genderless.Junko Mitsuhashi, profesora de estudios de género en la Universidad Meiji, ha sugerido que la moda genderless puede haber surgido de hombres jóvenes que estaban «celosos de las mujeres porque pueden expresarse mejor a través de la moda». La mayoría de los fanáticos de los hombres genderless son chicas jóvenes.
La primera aparición del término «hombres genderless» fue en 2015 para describir a Toman. En 2016, la moda genderless se había popularizado a través de redes sociales como Instagram y Tumblr. En 2017, En Coton, una empresa de sastrería, abrió un servicio en línea llamado Madam M, afirmando ser la primera sastrería para personas del colectivo LGBT en Tokio, con opciones para pedidos personalizados genderless.

## En los medios
Además de las personas genderless que aparecen en el entretenimiento, varios hombres genderless han aparecido como personajes en series y películas como Cecile no Mukuromi (2017) y My Androgynous Boyfriend (2018). HUGtto! Pretty Cure (2018) ganó la atención de los medios a través de un episodio centrado en Henri Wakamiya, un personaje con una apariencia genderless; episodio en el cual también se incluyó la expresión «¡Incluso los niños pueden convertirse en princesas!» del protagonista Cure Yell, lo que llevó a los medios a especular que podría convertirse en el primer Pretty Cure masculino en la historia de la franquicia. En 2018, la revista Da Vinci citó a Kuranosuke Koibuchi de Kuragehime, a Oscar François de Jarjayes de La rosa de Versalles (1972), a Marie-Joseph Sanson de Inoccent (2013), a Tetsuo de Yūreitō (2011), Haruhi Fujioka de Ouran High School Host Club (2003), Sailor Uranus de Sailor Moon (1991), Ukyo Kuonji de Ranma ½ (1987), Sapphire de Sapphire: Princess Knight (2008) y Kyubei Yagyu de Gintama (2003) como ejemplos retrospectivos de personajes genderless en el manga.